# NGC 3787
NGC 3787 (również PGC 36154) – galaktyka soczewkowata (S0), znajdująca się w gwiazdozbiorze Lwa. Odkrył ją Heinrich Louis d’Arrest 10 maja 1864 roku. Jest to galaktyka z aktywnym jądrem typu LINER.